# El Gran Teatro
El Gran Teatro es una novela del escritor argentino Manuel Mujica Láinez. Es la última novela escrita por el autor y fue publicada en 1979 por Editorial Sudamericana. La novela se desarrolla en el Teatro Colón, de Buenos Aires, en el que se reúne parte de la alta sociedad porteña para asistir a la representación de Parsifal, de Richard Wagner.

## Argumento
En 1942, mientras la guerra en Europa se encuentra en su apogeo, en el Teatro Colón se representa la ópera Parsifal. 
Los asistentes a la función pertenecen a la alta sociedad. Sus vanidades, odios, envidias son un contrapunto a la música con su mensaje de amor y redención.